# Hypothyris caquetacola
Hypothyris caquetacola är en fjärilsart som beskrevs av Fox 1971. Hypothyris caquetacola ingår i släktet Hypothyris och familjen praktfjärilar. Inga underarter finns listade i Catalogue of Life.